# Jean-François Eude
Jean-François Eude est un homme politique français né le 25 juin 1759 à Pont-Audemer (Eure) et mort le 6 septembre 1841 à Rouen (Seine-Maritime).

## Biographie
Avocat, il est élu député de l'Eure au Conseil des Cinq-Cents le 24 vendémiaire an IV, prenant part activement aux travaux parlementaires. Il est secrétaire du conseil en l'an VI. Rallié au coup d'État du 18 Brumaire, il est nommé conseiller de préfecture dans l'Eure en 1800, puis devient président de chambre à la cour d'appel de Rouen en 1811. De ce fait, il est membre honoraire de l'Académie de Rouen.
Il est nommé chevalier (1814) puis officier (1821) de la Légion d'honneur.

## Distinctions
- Officier de la Légion d'honneur (1821)

## Sources
- « Jean-François Eude », dans Adolphe Robert et Gaston Cougny, Dictionnaire des parlementaires français, Edgar Bourloton, 1889-1891 [détail de l’édition]